# Ландсберзьке маркграфство
51°31′32″ пн. ш. 12°09′50″ сх. д. / 51.525597° пн. ш. 12.163958° сх. д.
Ландсберзьке маркграфство (нім. Mark Landsberg) — марка Священної Римської імперії, яка існувала з XIII по XIV століття під правлінням династії Веттінів. Утворене в 1156 році шляхов відділення від Лужицької марки і отримало назву від Ландсберзького замку у сучасній землі Саксонія-Ангальт. У 1347 приєднане до Майсенського маркграфства.

## Географія
Територія, розташована в історичному регіоні Остерланд, складалася з крайньої західної частини Лужицької марки (Саксонська східна марка) між річками Заале та Мульде. Остерланд включав маркграфську фортецю Ландсберг і сусіднє місто Деліч, а також прилеглу територію Лейпцига, яка раніше була частиною Майсенського маркграфства. Він простягався до колишнього графства Гройч на півдні та до Зангерхаузена на заході, включаючи місто Вайсенфельс, яке стало резиденцією маркграфства. Він також включав замок Грімма та колишнє місто Цвікау з Пляйснерланду.

## Історія

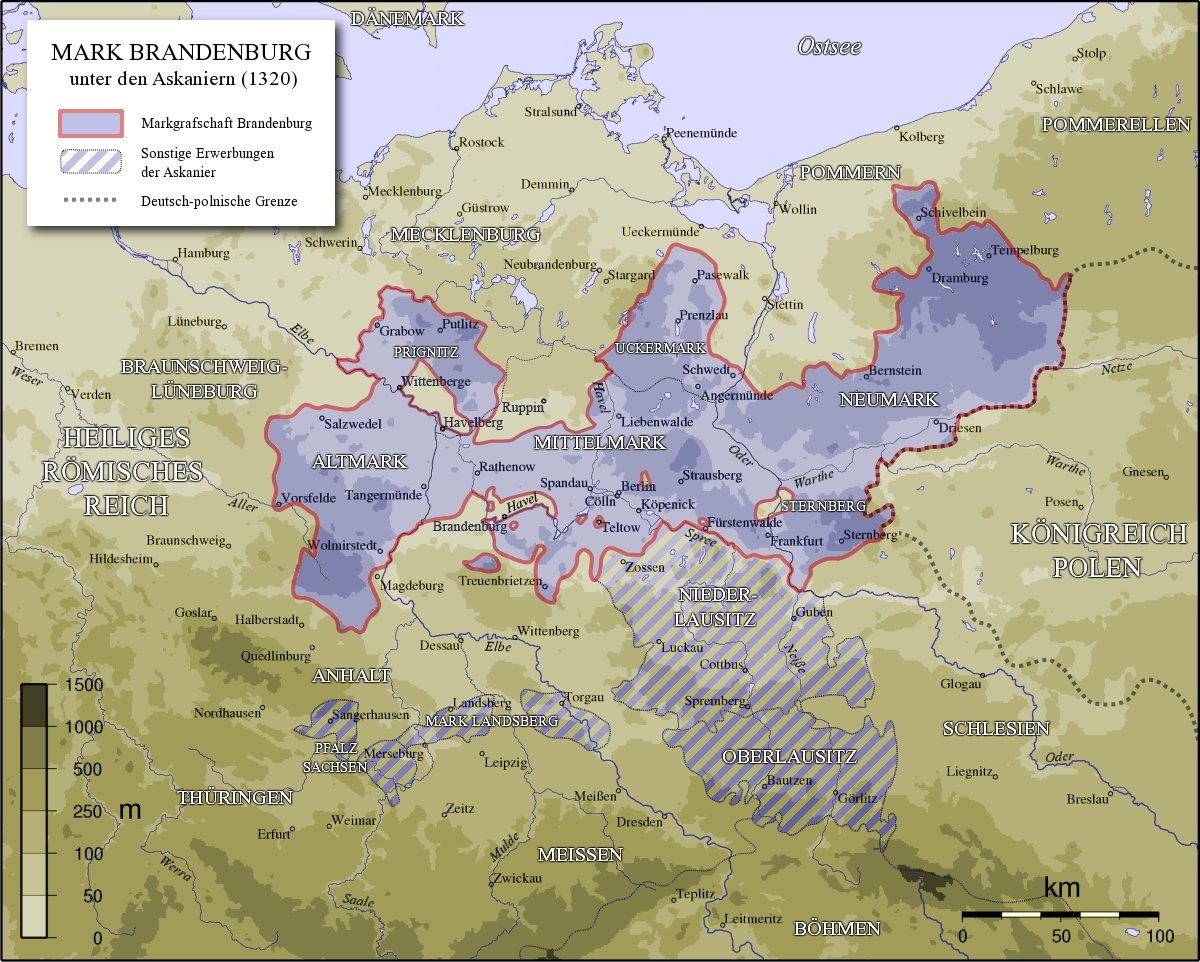
Ландсберзьке маркграфство в 1320 році

Після смерті маркграфа Конрада в 1156 році веттінські володіння Майсен і Лужиця були переорганізовані. Молодший син Конрада, маркграф Лужицький Теодорік I  в 1174 року збудував замок Ландсберг і почав називати себе «маркграфом Ландсберзьким».
Проте самостійна імперська держава не була створена до 1261 року, коли маркграф Генріх III (всупереч законодавчим положенням) відокремив територію західного Ландсберга від Лужицької марки як окреме маркграфство для свого другого сина Теодоріка. Після того, як у 1291 році син Теодоріка Фредерік Тута помер без спадкоємців чоловічої статі, його дядько, маркграф Альберт II Майсенський, продав його маркграфу Отто IV Бранденбурзькому з дому Асканіїв.
У 1327 році вельфський герцог Брауншвейг-Люнебурзький Магнус I успадкував Ландсберзьке маркграфство, одружившись із Софією Бранденбурзько-Стендальською, сестрою останнього асканійського маркграфа Генріха II, а також племінницею німецького короля Людовика IV, який захопив бранденбурзькі володіння в 1320 році. У 1347 році герцог Магнус продав Ландсберг маркграфу Майсенському Фрідріху II, і таким чином колишнє маркграфство остаточно повернулося до дому Веттінів.

## Маркграфи

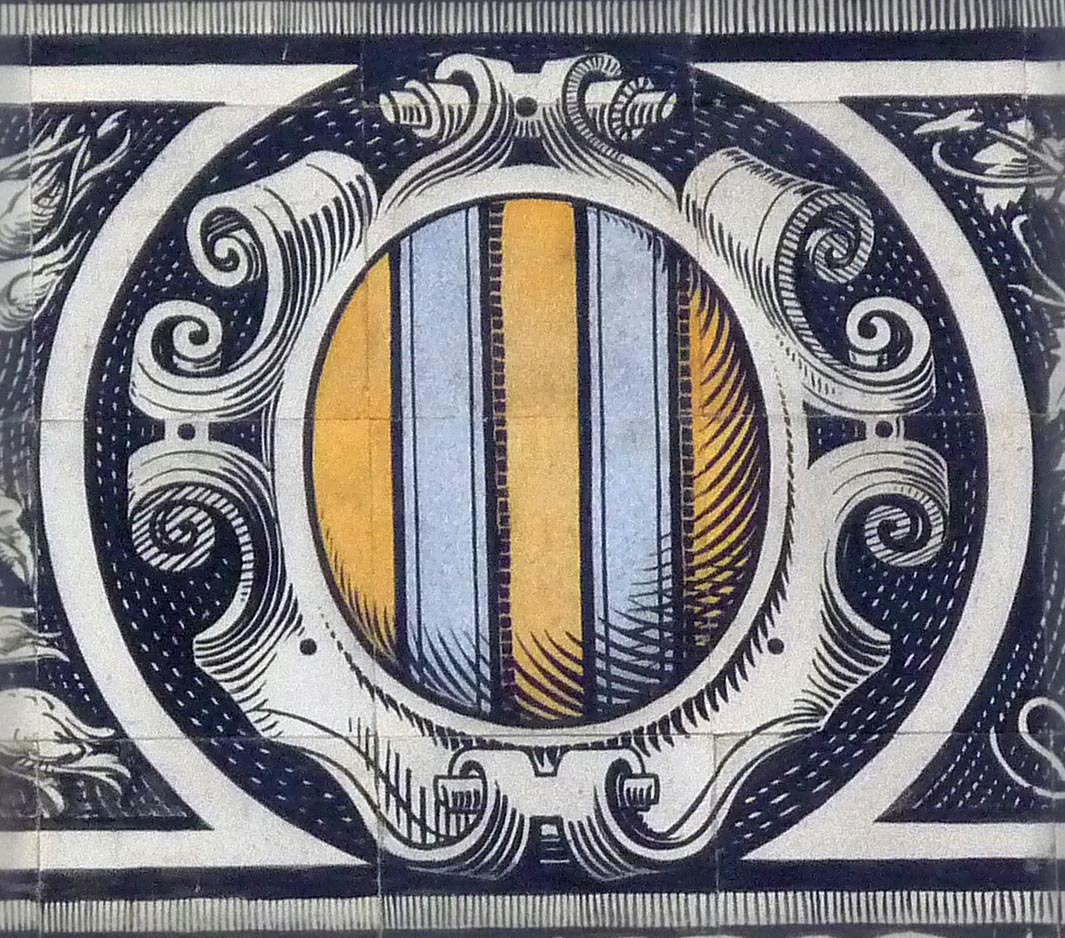
Герб Ландсберга, зображений на дрезденській "Ході князів"

### Веттіни
- Теодорік, 1265—1285, син маркграфа Генріха III
- Фрідріх Тута, 1285—1291, син, також маркграф Лужицький з 1288

Дісталось Альберту II, маркграфу Майсена, продане Бранденбургу

### Асканії
- 1291—1298: Конрад, Оттон IV, Генріх I, Оттон V, Альберт III
- 1298—1300: Конрад, Оттон IV, Генріх I, Альберт III, Герман I
- 1300—1304: Конрад, Оттон IV, Генріх I, Герман I
- 1304—1308: Оттон IV, Генріх I, Герман I
- 1308—1317: Генріх I, Вальдемар I, Йоганн V
- 1317—1319: Вальдемар I
- 1319—1320: Генріх II
- 1320—1347: Софія, одружена з:

### Вельфи
- 1327—1347: Магнус I, герцог Брауншвейг-Люнебурзький, 1327—1347, одружений із Софією Бранденбурзько-Стендальською

Продано Майсенському маркграфству.